# Fritz Boehle
Fritz Boehle, född 7 februari 1873, död 20 oktober 1916, var en tysk konstnär.
Boehle var samtidigt målare, grafiker och skulptör. I sina raderingar visade han en tydlig influens av Hans Thoma och dennes romantik. I senare verk ägnade han sig främst åt folklivs- och landskapsstudier, samt religiösa och mytologiska motiv.